# Monessen
Monessen es una ciudad ubicada en el condado de Westmoreland en el estado estadounidense de Pensilvania. En el año 2000 tenía una población de 8,669 habitantes y una densidad poblacional de 1,153.2 personas por km².

## Geografía
Monessen se encuentra ubicada en las coordenadas 40°9′15″N 79°52′58″O / 40.15417, -79.88278.

## Demografía
Según la Oficina del Censo en 2000 los ingresos medios por hogar en la localidad eran de $26,686 y los ingresos medios por familia eran $37,269. Los hombres tenían unos ingresos medios de $34,773 frente a los $21,508 para las mujeres. La renta per cápita para la localidad era de $16,627. Alrededor del 15.7% de la población estaba por debajo del umbral de pobreza.